# Karel Meduna
Karel Meduna (Radlice, 25 marzo 1897 – 17 ottobre 1964) è stato un calciatore cecoslovacco, di ruolo attaccante.

## Palmarès

### Club
- Campionato cecoslovacco: 1

Viktoria Zizkov: 1927-1928

### Individuale
- Capocannoniere del campionato cecoslovacco: 1

1927-1928 (12 reti)